# Mühlenstraße 42/42 a (Stralsund)
Das Wohnhaus Mühlenstraße 42/42 a in Stralsund ist ein denkmalgeschütztes Bauwerk in der Mühlenstraße.

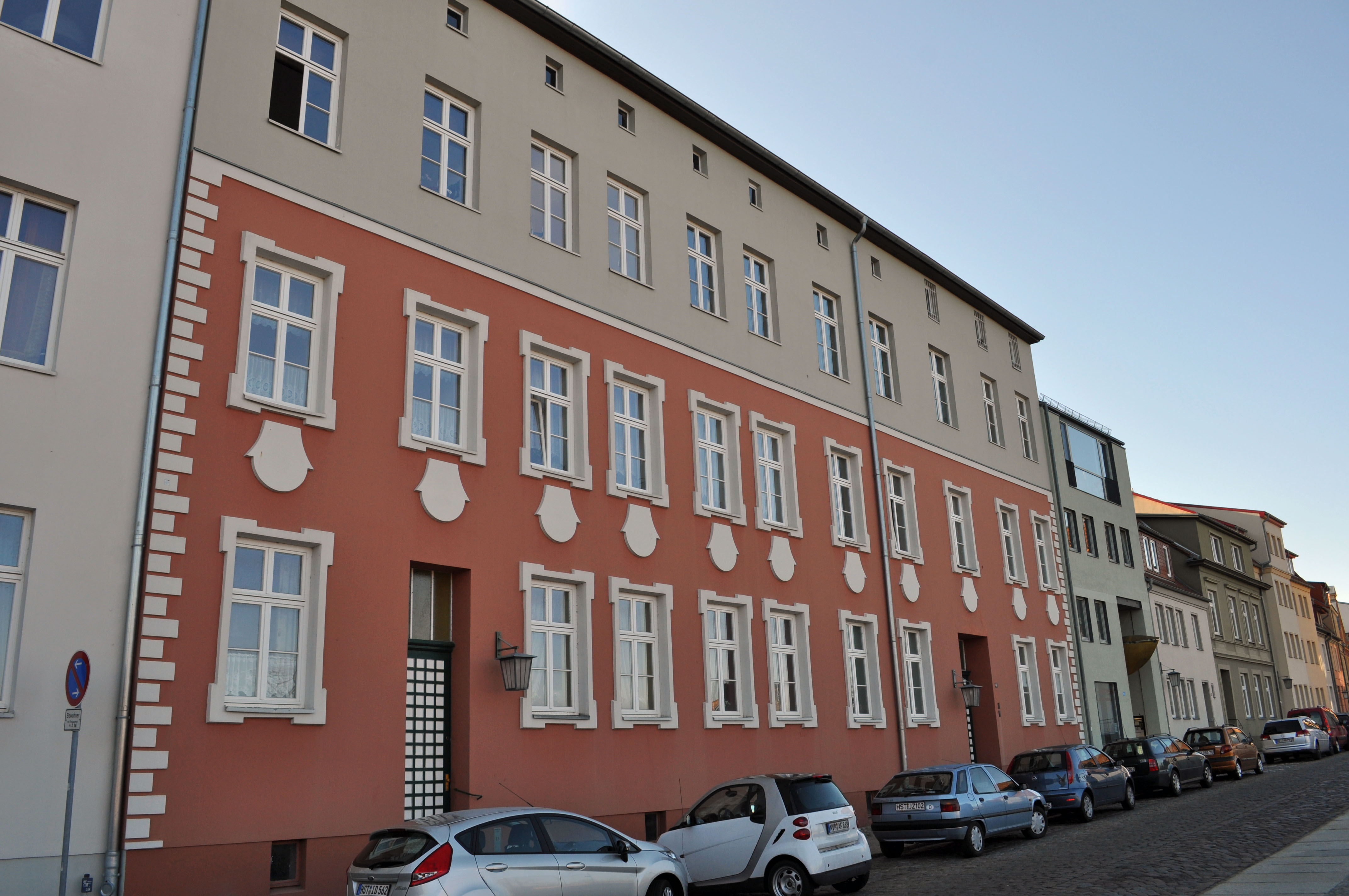
Haus Mühlenstraße 42 in Stralsund (2012)

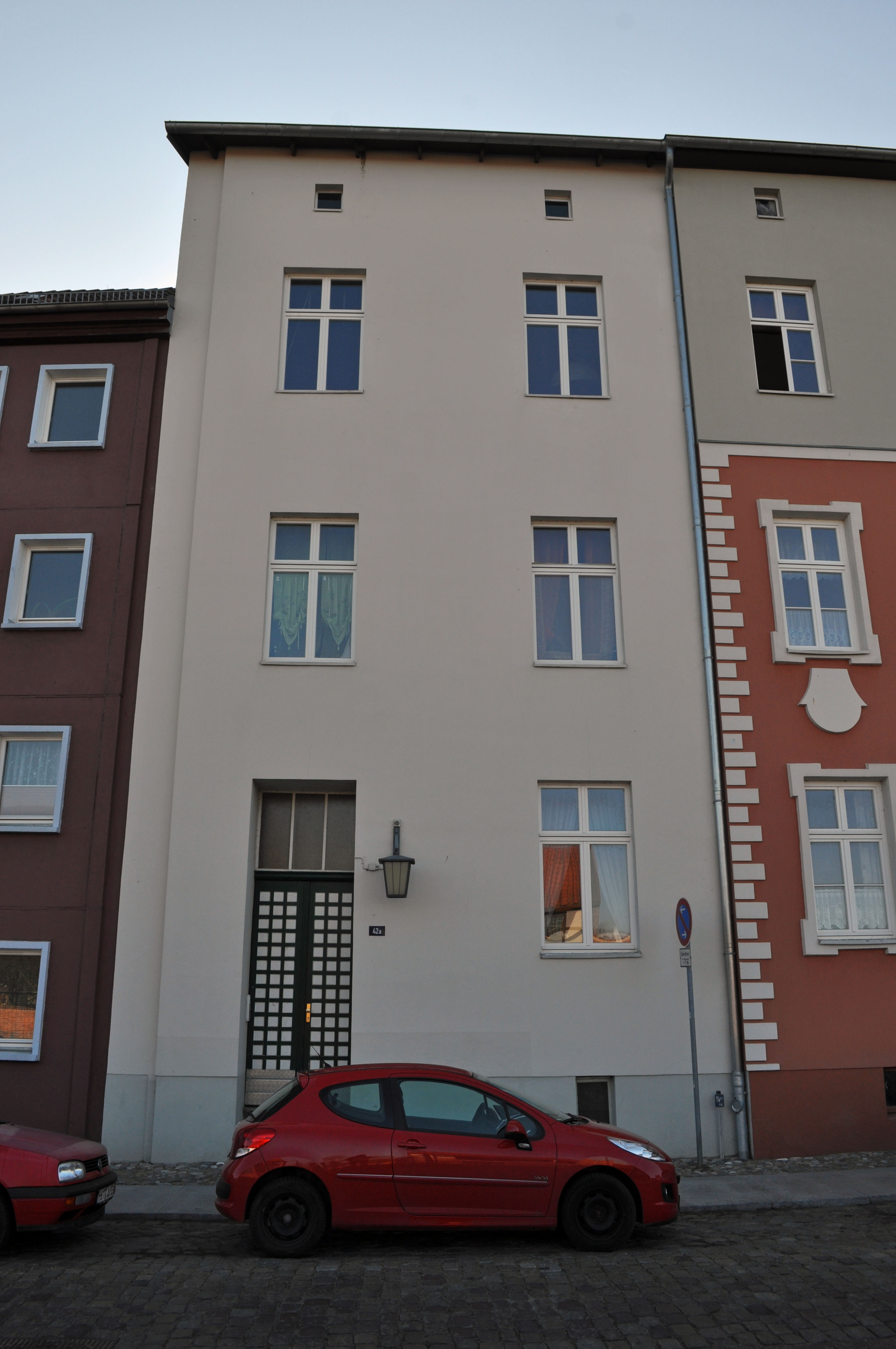
Haus Mühlenstraße 42 a in Stralsund (2012)

Der heute dreieinhalbgeschossige Putzbau wurde im Jahr 1736 als zweigeschossiges Traufenhaus errichtet und diente als schwedisches Postgebäude. Später wurde das Haus aufgestockt. Es wurde beim Bombenangriff auf Stralsund am 6. Oktober 1944 zerstört und nach dem Krieg verändert aufgebaut. Genutete Gebäudekanten und Putzspiegel unter den Fenstern im 1. Obergeschoss schmücken die Fassade. Das Gebäude bildet zusammen mit dem Nachbarhaus Nr. 42 a, das als Erweiterungsbau an die Nr. 42 angebaut wurde, ein Baudenkmal.
Das Haus im Kerngebiet des von der UNESCO als Weltkulturerbe anerkannten Stadtgebietes des Kulturgutes „Historische Altstädte Stralsund und Wismar“ ist in die Liste der Baudenkmale in Stralsund eingetragen.